# Maria Stuarda (film 1908)
Maria Stuarda (Marie Stuart) è un cortometraggio muto del 1908 diretto da Albert Capellani. Prodotto e distribuito dalla Pathé Frères, il film uscì nelle sale francesi il 23 novembre 1908, in quelle italiane nel 1914.

## Trama
Gli ultimi importanti momenti di Maria Stuarda regina di Scozia, dalla sua fuga messa in piano grazie all'aiuto della sua serva, alla cattura e all'esecuzione mediante il taglio della testa.